# Polisportiva Turris 1970-1971
Questa voce raccoglie le informazioni riguardanti la Polisportiva Turris nelle competizioni ufficiali della stagione 1970-1971.

## Rosa
| N. |                   | Ruolo | Calciatore            |
| -- | ----------------- | ----- | --------------------- |
|    | Italia (bandiera) |       | Basso                 |
|    | Italia (bandiera) | P     | Francesco Cenci       |
|    | Italia (bandiera) |       | Ballaro Alfredo       |
|    | Italia (bandiera) |       | Chessa Antonino       |
|    | Italia (bandiera) |       | Ciardi Francesco      |
|    | Italia (bandiera) |       | Mavelli Nicola        |
|    | Italia (bandiera) |       | Montanari Piero       |
|    | Italia (bandiera) |       | Niccolai Mauro        |
|    | Italia (bandiera) |       | Oliva Antonio         |
|    | Italia (bandiera) |       | Piscitelli Pellegrino |
|    | Italia (bandiera) |       | Polselli Vincenzo     |

| N. |                   | Ruolo | Calciatore          |
| -- | ----------------- | ----- | ------------------- |
|    | Italia (bandiera) |       | Porri Vincenzo      |
|    | Italia (bandiera) |       | Porro Ciro          |
|    | Italia (bandiera) |       | Portelli Dante      |
|    | Italia (bandiera) |       | Pucci Pier Luigi    |
|    | Italia (bandiera) |       | Pulitelli Giancarlo |
|    | Italia (bandiera) |       | Santini Alessandro  |
|    | Italia (bandiera) |       | Schettino Mario     |
|    | Italia (bandiera) |       | Taddeini Claudio    |
|    | Italia (bandiera) |       | Trotti Alberto      |
|    | Italia (bandiera) |       | Viale Gino          |

## Risultati

### Serie D

#### Girone di andata
| Arbitro: | Del Fiandra (Massa Carrara) |

|              |           |                 |
| 40’ Esposito | Marcatori | 24’ 46’ Santini |

| Lamezia Terme 27 settembre 1970 2ª giornata | Nicastro                 | 0 – 0 | Turris | Stadio Guido D'Ippolito \| Arbitro: \| Prestigiovanni (Trapani) \| |
| Arbitro:                                    | Prestigiovanni (Trapani) |       |        |                                                                    |

| Arbitro: | Assennato (Catania) |

|     |           |     |
| Gol | Marcatori | Gol |

| Arbitro: | Fiumara (Roma) |

|                                           |           |                            |
| 13’ Santosuosso 23’ 26’ Granozi 88’ Sasso | Marcatori | 16’ Polselli 42’ Pulitelli |

| Arbitro: | Cirone (Palermo) |

|                               |           |  |
| 4’ 20’ Pulitelli 70’ Taddeini | Marcatori |  |

| Cava de' Tirreni 25 ottobre 1970 6ª giornata | Cavese                  | 0 – 0 | Turris | Stadio comunale\| Arbitro: \| Menozzi (Reggio Emilia) \| |
| Arbitro:                                     | Menozzi (Reggio Emilia) |       |        |                                                          |

| Arbitro: | Torrisi (Catania) |

|                                                     |           |            |
| 11’ Santini 37’ Portelli 60’ Pulitelli 85’ Taddeini | Marcatori | 39’ Maggio |

| Castrovillari 8 novembre 1970 8ª giornata | Castrovillari   | 0 – 0 | Turris | Stadio Pollino \| Arbitro: \| Romeo (Messina) \| |
| Arbitro:                                  | Romeo (Messina) |       |        |                                                  |

| Arbitro: | Romanzetti (Messina) |

|             |           |  |
| 41’ Santini | Marcatori |  |

| Sessa Aurunca 22 novembre 1970 10ª giornata | Sessana        | 0 – 0 | Turris | Stadio Cappuccini \| Arbitro: \| Lapi (Firenze) \| |
| Arbitro:                                    | Lapi (Firenze) |       |        |                                                    |

| Arbitro: | Menotti (Bologna) |

|                       |           |               |
| 6’ Portelli 57’ Basso | Marcatori | 80’ De Cortes |

| Nocera Inferiore 6 dicembre 1970 12ª giornata | Nocerina           | 0 – 0 | Turris | Stadio Comunale\| Arbitro: \| Silandri (Ravenna) \| |
| Arbitro:                                      | Silandri (Ravenna) |       |        |                                                     |

| Arbitro: | Papponetti (L'Aquila) |

|                                                       |           |  |
| 39’ 56’ Pulitelli 60’ Portelli 57’ Taddeini 87’ Oliva | Marcatori |  |

| Arbitro: | Cesari (Bologna) |

|              |           |              |
| 22’ Sgambato | Marcatori | 90’ Portelli |

| Arbitro: | Falasca (Chieti) |

|                                   |           |  |
| 20’ Pulitelli 48’ 77’ 88’Shettino | Marcatori |  |

| Arbitro: | Celli (Trieste) |

|                                                              |           |                           |
| 10’ D'Ambrosio 19’ Damiani 58’ Terrieri 70’ Merlo 80’ Caputi | Marcatori | 81’ Pulitelli 40’ Mavelli |

| Scafati 17 gennaio 1971 17ª giornata | Turris              | 0 – 0 | Ischia Isolaverde | Stadio campo neutro \| Arbitro: \| Menicucci (Firenze) \| |
| Arbitro:                             | Menicucci (Firenze) |       |                   |                                                           |

#### Girone di Ritorno
| Torre Annunziata 24 gennaio 1971 18ª giornata | Turris          | 0 – 0 | Terzigno | Stadio campo neutro \| Arbitro: \| Chiri (Mantova) \| |
| Arbitro:                                      | Chiri (Mantova) |       |          |                                                       |

| Arbitro: | Broglia (Milano) |

|                  |           |              |
| 27’ 31’ Portelli | Marcatori | 85’ Crivelli |

| Arbitro: | Agnolin (Bassano del Grappa) |

|  |           |               |
|  | Marcatori | 79’ Pulitelli |

| Arbitro: | Poli (La Spezia) |

|                         |           |  |
| 48’rig 90’rig Pulitelli | Marcatori |  |

| Arbitro: | Contrufo (Piacenza) |

|               |           |  |
| 75’r Forzelin | Marcatori |  |

| Arbitro: | Mattei (Macerata) |

|                         |           |  |
| 70’ Schettino 89’ Porri | Marcatori |  |

| Arbitro: | Morato (Padova) |

|  |           |                                       |
|  | Marcatori | 3’ 8’ Schettino 8’ Pucci 8’ Pulitelli |

| Arbitro: | Rizza (Siracusa) |

|                         |           |  |
| 52’ Pucci 88’ Pulitelli | Marcatori |  |

| Palma Campania 7 marzo 1971 26ª giornata | Palmese          | 0 – 0 | Turris | Stadio Comunale\| Arbitro: \| Chiozza (Genova) \| |
| Arbitro:                                 | Chiozza (Genova) |       |        |                                                   |

| Torre del Greco 28 marzo 1971 27ª giornata | Turris                  | 1 – 0 | Sessana | Stadio Amerigo Liguori \| Arbitro: \| Guazzotti (Alessandria) \| |
| Arbitro:                                   | Guazzotti (Alessandria) |       |         |                                                                  |

| Arbitro: | Del Fiandra (Massa Carrara) |

|               |           |                           |
| 73’ De Cortes | Marcatori | 43’ Schettino 83’ Santini |

| Arbitro: | Chetti (Modena) |

|                                         |           |          |
| 30’ Santini 34’ Schettino 55’ Pulitelli | Marcatori | 19’ Peta |

| Arbitro: | Lanzetti (Viterbo) |

|            |           |               |
| 17’ Stumpo | Marcatori | 41’ Schettino |

| Arbitro: | Grillenzoni (Finale Ligure) |

|                           |           |  |
| 58’ 81’ Porri 78’ Santini | Marcatori |  |

| Avellino 9 maggio 1971 32ª giornata | Benevento           | 0 – 0 | Turris | Stadio Meomartini \| Arbitro: \| Zanchetta (Treviso) \| |
| Arbitro:                            | Zanchetta (Treviso) |       |        |                                                         |

| Arbitro: | Mascia (Milano) |

|                                                   |           |  |
| 9’ Santini 11’ Portelli 60’ Porri 79’ r Pulitelli | Marcatori |  |

| Arbitro: | Ippolito (Lecce) |

|  |           |              |
|  | Marcatori | 7’ Pulitelli |

### Statistiche dei giocatori
| A. Ballarò    | 29 | 0  |  |  |
| G. Basso      | 4  | 1  |  |  |
| F. Cenci      | 30 | -  |  |  |
| A. Chessa     | 2  | 0  |  |  |
| F. Ciardi     | 31 | 0  |  |  |
| N. Mavelli    | 13 | 1  |  |  |
| P. Montanari  | 7  | 0  |  |  |
| M. Niccolai   | 27 | 0  |  |  |
| A. Oliva      | 17 | 0  |  |  |
| P. Piscitelli | 6  | -  |  |  |
| V. Polselli   | 25 | 2  |  |  |
| V. Porri      | 26 | 3  |  |  |
| C. Porro      | 5  | 2  |  |  |
| D. Portelli   | 33 | 7  |  |  |
| P.L. Pucci    | 12 | 2  |  |  |
| G. Pulitelli  | 32 | 14 |  |  |
| A. Santini    | 25 | 8  |  |  |
| M. Schettino  | 17 | 11 |  |  |
| C. Taddeini   | 10 | 3  |  |  |
| A. Trotti     | 16 | 0  |  |  |
| G. Viale      | 20 | 0  |  |  |